# پژو ۳۰۰۸ دی‌کی‌آر
پژو ۳۰۰۸ دی‌کی‌آر (مخفف داکار) یک خودروی رقابتی خارج از جاده یا همان آفرود است که به‌طور ویژه برای شرکت در مسابقات رالی با هدف اصلی برنده شدن در رالی داکار طراحی شده‌است. کاربر انحصاری این خودرو تیم پژو توتال است.

## مشخصات موتور
| موتور      |                                   |
| ---------- | --------------------------------- |
| سوخت       | دیزل                              |
| قدرت       | ۳۴۰ اسب بخار ترمز (۲۵۳٫۵ کیلووات) |
| گشتاور     | ۸۰۰ نیوتن متر (۵۹۰ پوند نیرو-فوت) |
| BHP / لیتر | ۱۱۴ اسب بخار بر لیتر              |

## پیروزی‌های داکار
| سال  | راننده          | کمک راننده  |
| ---- | --------------- | ----------- |
| ۲۰۱۷ | استفان پترهانسل | ژان پل کوتر |
| ۲۰۱۸ | کارلوس ساینز    | لوکاس کروز  |